# Pematang Siantar
Pematang Siantar (ou Pematangsiantar) est une ville d'Indonésie située sur l'île de Sumatra, au nord du lac Toba, dans la région peuplée par l'ethnie Batak.
La région est caractérisée par de vastes plantations. Pematang était une colonie faisant partie depuis 1907 des Indes néerlandaises, après l'écrasement de la révolte de Si Singamangaraja XII (nl) et la pacification définitive du nord Batak. Pematang est alors devenue un centre commercial pour le négoce du riz, du thé, du tabac, du caoutchouc et de l'huile de palme. À la fin du XXe siècle, Pematang Siantar comptait une population de plus de 200 000 personnes et est donc une des plus grandes villes de Sumatra après Medan et Palembang.

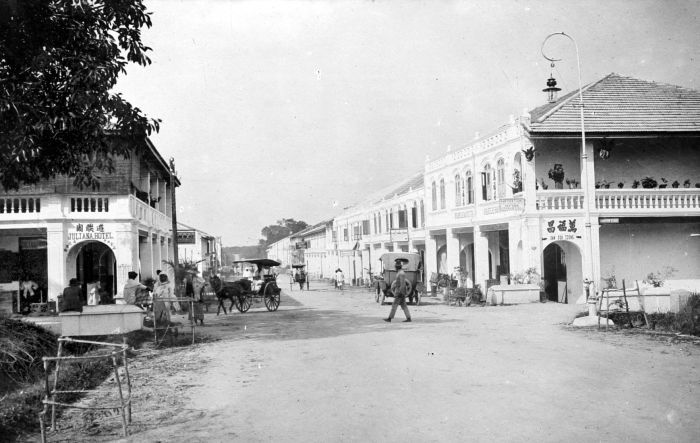
Pematang Siantar entre 1910 et 1921.

## Administration
La ville est divisée en huit "kecamatan" (districts) :
| Nom                           | Population Recensement 2020 |
| ----------------------------- | --------------------------- |
| Siantar Marihat               | 20933                       |
| Siantar Marimbun              | 20675                       |
| Siantar Selatan (Siantar Sud) | 17447                       |
| Siantar Barat (Siantar Ouest) | 37896                       |
| Siantar Utara (Siantar Nord)  | 49886                       |
| Siantar Timur (Siantar Est)   | 36744                       |
| Siantar Martoba               | 50350                       |
| Siantar Sitalasari            | 34323                       |